# Schönberg (Kronberg)

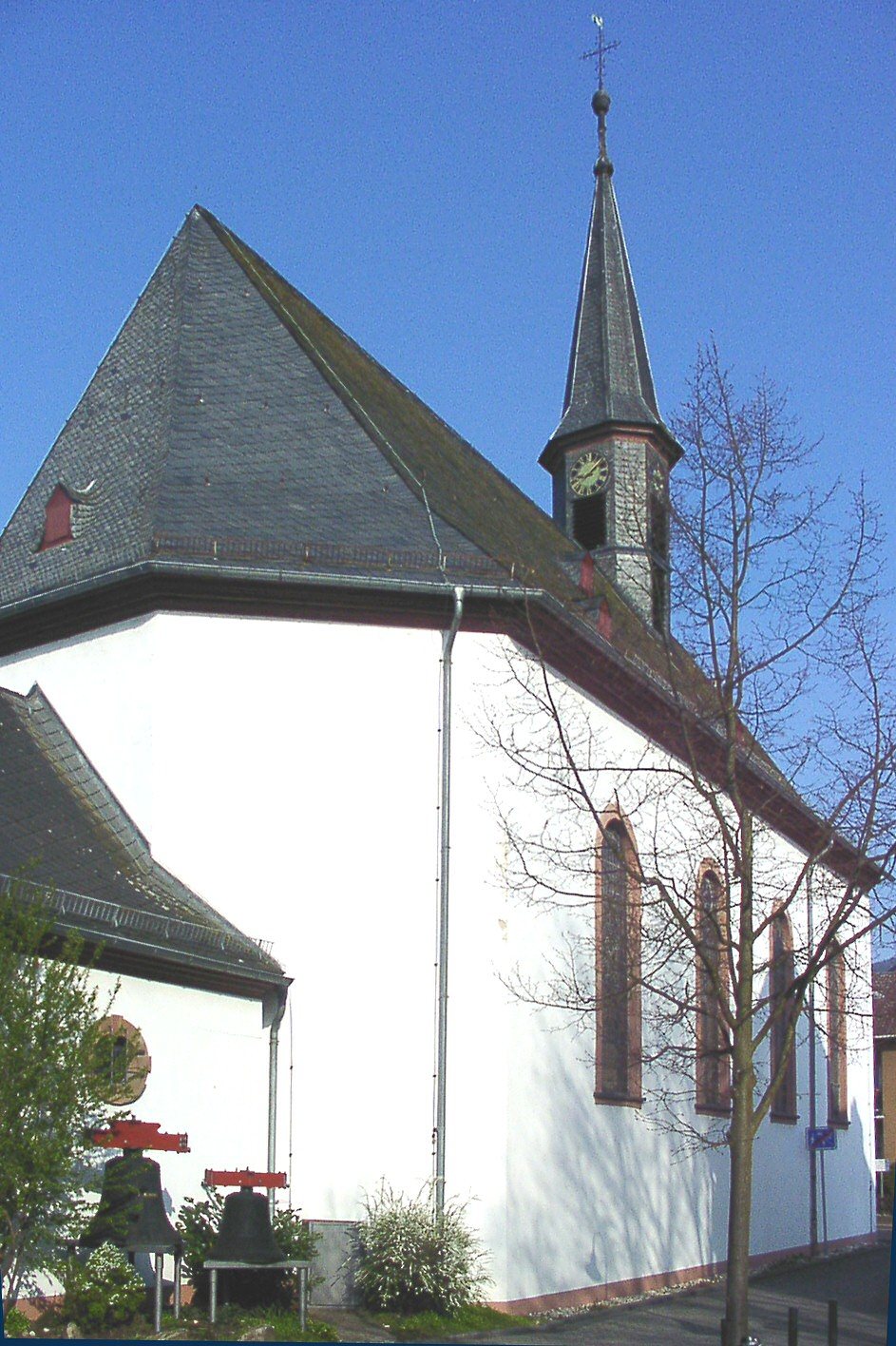
Kath. Pfarrkirche St. Albanus

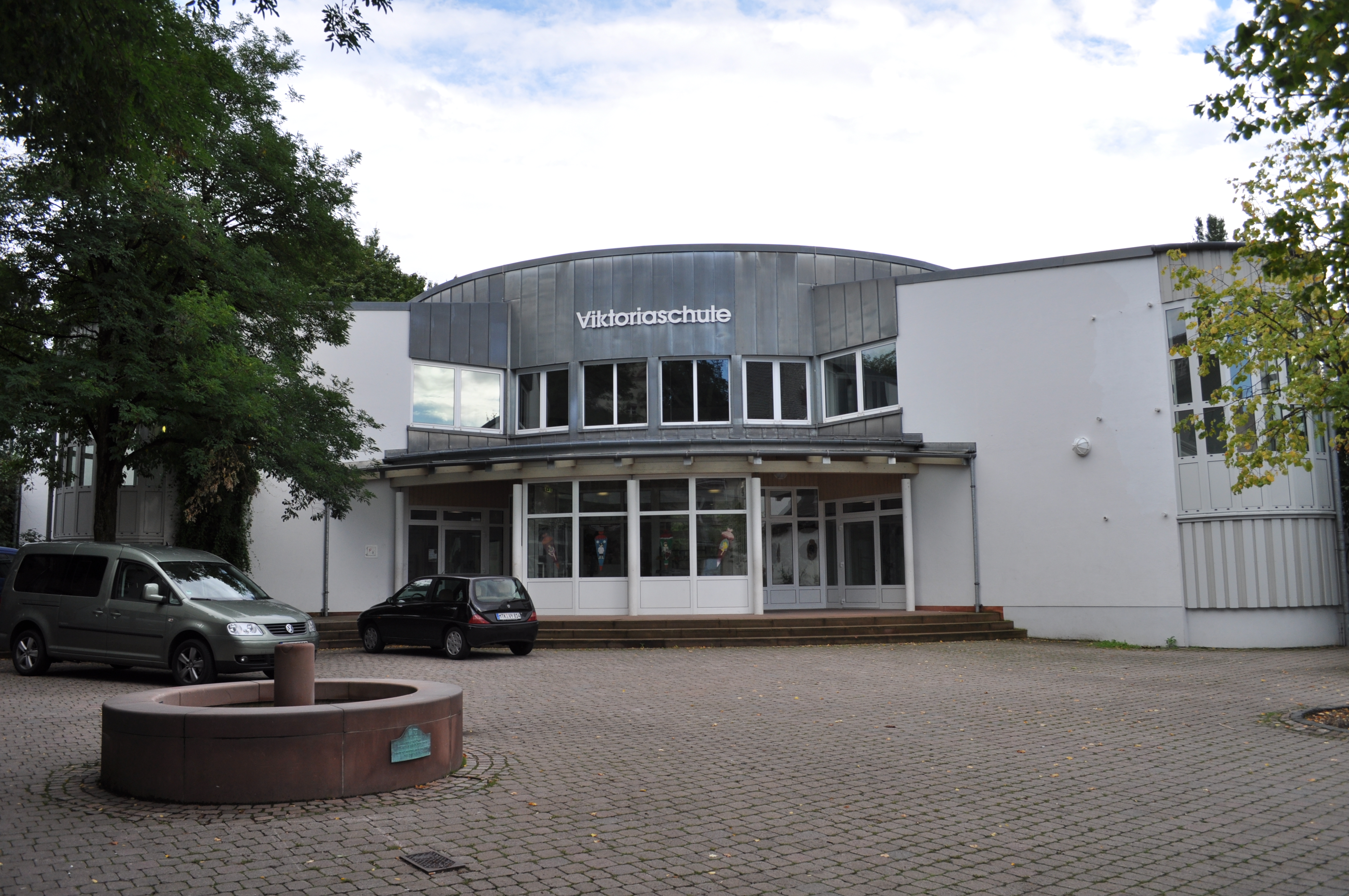
Victoria-Schule

Schönberg ist ein Ortsteil der Stadt Kronberg im Taunus im Hochtaunuskreis in Hessen.

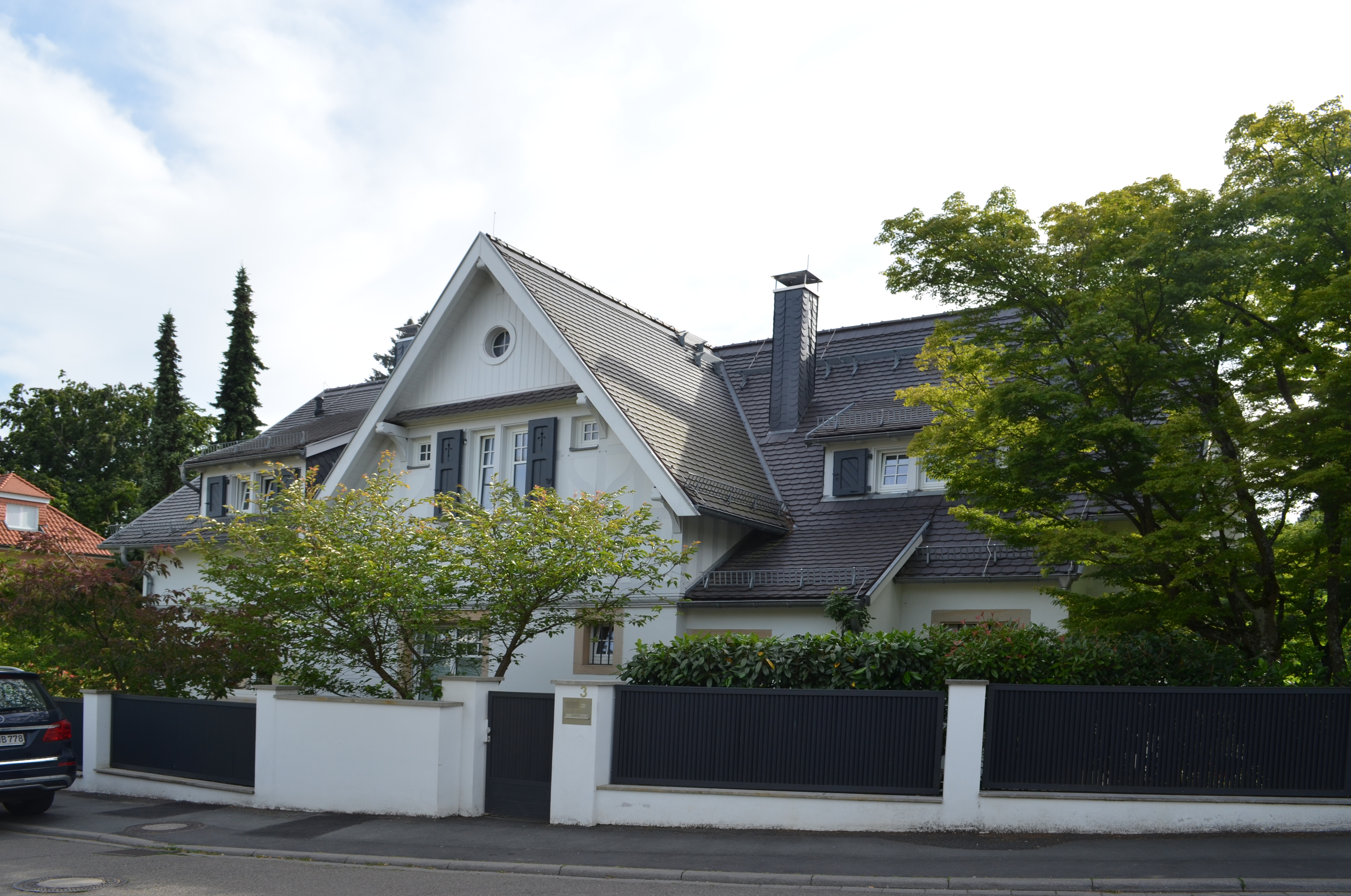

## Lage
Schönberg liegt 1,4 km nordöstlich von Kronberg. Durch den Ort verläuft die Kreisstraße 771, im Norden die Bundesstraße 455, im Westen die Landesstraße 3003 und im Süden die Landesstraße 3015.

## Geschichte
Die früheste Besiedlung hat vermutlich schon in der zweiten Hälfte des 12. Jahrhunderts stattgefunden. Erstmals urkundlich erwähnt wurde der Ort im Jahre 1320. Die erste Kirche wurde 1371 genannt. Vom damaligen Kloster gibt es heute keine Unterlagen mehr. Die katholische St.-Albanus-Kirche wurde 1766 erbaut.
Im Jahr 1954 wurde der Gemeinde Schönberg gestattet, ihrem Namen das Unterscheidungsmerkmal „(Taunus)“ hinzuzufügen.
Am 1. April 1972 schlossen sich im Rahmen der Gebietsreform in Hessen die Gemeinden Schönberg (Taunus), Kronberg/Taunus und Oberhöchstadt/Taunus auf freiwilliger Basis zur Gemeinde Kronberg/Taunus zusammen.

## Bildung
Im Ort gibt es eine Grundschule, die (nach Victoria Kaiserin Friedrich (1840–1901) benannte) Viktoria-Schule, sowie ein religionspädagogisches Studienzentrum der evangelischen Kirche in Hessen und Nassau (bis Oktober 2012).

## Persönlichkeiten
- Robert Pfitzner (1825–1904), Violinist und Musikdirektor, starb im Stadtteil Schönberg
- Ricarda Huch (1864–1947), Schriftstellerin und Dichterin, starb im Stadtteil Schönberg